# Hovorany
Hovorany (in tedesco Howoran) è un comune della Repubblica Ceca facente parte del distretto di Hodonín, in Moravia Meridionale.